# Palazzo Salviati (Giulianello)
Il palazzo Salviati, o castello Salviati è un castello di Giulianello che si ipotizza costruito nel 143 a.C. dalla famiglia di Giulio Cesare, per la sua nipote Giulia.
Il castello di Giulianello contiene reperti dell'età del 1100 e 1700. Inoltre al suo interno fu trovata la tomba di San Marco Papa.

## Chiesa di San Giovanni Battista
La famiglia Salviati fece costruire a ponente del castello una chiesa. La quale misura 60 metri di lunghezza e 30 di larghezza. È dedicata a S. Giovanni Battista ma in realtà venne chiamata così per un conte della Famiglia Salviati.
La chiesa di Giulianello, oltre ad essere un luogo sacro e religioso è anche un luogo storico di grande importanza. Si può trovare nella Chiesa il famoso Bambinello di Giulianello il quale fu benedetto da Papa Giovanni Paolo II.